# Karin Praniess-Kastner
Karin Praniess-Kastner (* 13. August 1963 in Wien) ist eine ehemalige österreichische Politikerin (ÖVP). Sie war zwischen 2005 und 2015 Abgeordnete zum Wiener Landtag und Mitglied des Wiener Gemeinderats.
Karin Praniess-Kastner absolvierte die AHS-Matura an einem Realgymnasiums und studierte im Anschluss Handelswissenschaften an der Wirtschaftsuniversität Wien. Parallel absolvierte sie eine Lehre als Damenkleidermacherin und war danach im elterlichen Betrieb in verschiedenen Bereichen tätig. Praniess-Kastner besuchte eine Ausbildung zur Kommunikations- und Verhaltenstrainerin sowie Mediatorin. Im Jahr 2000 machte sie sich als Trainerin, Beraterin und Mediatorin selbständig.
Karin Praniess-Kastner war Bezirksrätin und saß vom 18. November 2005 bis zur Wahl im Oktober 2015 für die ÖVP im Wiener Landtag und Gemeinderat. Ihre politischen Schwerpunkte lagen nach eigenen Angaben auf Grund der Körperbehinderung einer ihrer Töchter in der Politik für behinderte Menschen sowie in den Bereichen Soziales, Familie und Nahversorgung. Sie vertrat die ÖVP in der 18. und 19. Gesetzgebungsperiode im Ausschuss „Gesundheit und Soziales“.
Karin Praniess-Kastner ist verheiratet und hat zwei Töchter.